# Boekt (Steenokkerzeel)
Boekt is een dorp in de gemeente Steenokkerzeel in de provincie Vlaams-Brabant en maakt deel uit van de deelgemeente Perk.

## Geografie
Boekt ligt in het noorden van de gemeente Steenokkerzeel tussen de kernen van Perk, Houtem (Vilvoorde) en Kampenhout. Het vormt een dubbeldorp met Elewijt (Zemst). De Barebeek vormt een natuurlijke grens tussen beide dorpen. 
Het Snijsselbos ligt vlak bij het dorp.

## Mobiliteit
De Tervuursesteenweg is de belangrijkste verkeersader van het dorp en haast alle middenstand is langsheen deze baan gevestigd. In het uiterste westen van Boekt ligt de E19, met Afrit 11 in Weerde als dichtstbijzijnde afrit.
Busdiensten 280, 681 en 682 van De Lijn verbinden Boekt onder meer met Perk, Elewijt, Melsbroek, Vilvoorde, Mechelen en Zaventem.